# Xu
Xu (od francuskiego sous, l.poj. sou – monety równej 1/12 liwra i 20 denarom) – moneta zdawkowa formalnie stosowana w Wietnamie jako równowartość 1/100 đồnga i 1/10 hào. Obecnie ze względu na inflację nie występuje już w obiegu, a najmniejszym nominałem wietnamskiej waluty jest banknot o wartości 100 đồng.

## Wietnam Północny
Po raz pierwszy monety xu wybito w roku 1945 (jedynie monetę 20 xu) w Wietnamie Północnym. W 1959 po reformie monetarnej wybito monety 1 i 5 xu (datowane na 1958). W 1948 wprowadzono do obrotu banknoty 20 i 50 xu. Kolejne banknoty wydrukowano w 1964 (2 su) i 1975 (5 su).

## Wietnam Południowy
Wietnam Południowy przyjął początkowo indochiński piastr (dzielący się na 100 centów) za swoją walutę. W 1948 prawo do wybijania monet zyskały mennice w Laosie, Kambodży i Wietnamie. Wybijane w latach 1952–1953 monety laotańskie i kambodżańskie miały inskrypcje w językach narodowych i francuskim (jako centy), natomiast monety wietnamskie miały jedynie inskrypcje w języku wietnamskim (jako xu). W 1960 i 1963 wybito kolejne serie monet 50 xu, tym razem jako monety zdawkowe nowej waluty đồng.
W 1975 po podbiciu Wietnamu Południowego przez Północ nowy rząd tymczasowy wprowadził nową walutę đồng południowowietnamski (wyzwoleńczy). Do obiegu wprowadzono wówczas monety 1, 2 i 5 xu, datowane na 1975, oraz banknoty 10, 20 i 50 xu, datowane na 1966.